# Brendelita
La brendelita és un mineral de la classe dels fosfats. Rep el nom en honor de Christian Friedrich Brendel (Neustädtel, 26 de desembre de 1776 - Freiberg, 20 de novembre de 1861), director miner de Schneeberg-Neustädtel, en reconeixement del seu desenvolupament i aplicació de la tecnologia de mineria mecanitzada.

## Característiques
La brendelita és un fosfat de fórmula química (Bi3+,Pb)₂(Fe3+,Fe2+)(PO₄)O₂(OH). Va ser aprovada com a espècie vàlida per l'Associació Mineralògica Internacional l'any 1997. Cristal·litza en el sistema monoclínic. La seva duresa a l'escala de Mohs és 4,5.
Segons la classificació de Nickel-Strunz, la brendelita pertany a «08.B - Fosfats, etc. amb anions addicionals, sense H₂O, amb cations de mida mitjana i gran, (OH, etc.):RO₄ = 4:1» juntament amb els següents minerals: retziana-(Ce), retziana-(La), retziana-(Nd), paulkel·lerita i kolitschita.

## Formació i jaciments
Va ser descoberta a la mina Güldener Falk, a la localitat de Neustädtel, al districte de Schneeberg (Saxònia, Alemanya). També ha estat descrita al proper Schaar Shaft, a la localitat de Johanngeorgenstadt. Aquests dos indrets són els únics de tot el planeta on ha estat descrita aquesta espècie mineral.